# Orlando Anderson
Orlando Tive Anderson (* 13. August 1974 in Compton, Kalifornien; † 29. Mai 1998 in Willowbrook, Kalifornien) war ein US-amerikanisches Gangmitglied. Er gilt als der mutmaßliche Mörder von Tupac Shakur. Detective Tim Brennan vom Compton Police Department reichte ein Affidavit ein, in dem Anderson als Verdächtiger genannt wurde; er bestritt die Beteiligung und wurde nie angeklagt. Anderson wurde im Alter von 23 Jahren bei einer Schießerei mit einer anderen Gang getötet.

## Mord an Tupac Shakur
Anderson gehörte zu den kalifornischen South Side Compton Crips.
Im Juli 1996 war Anderson in eine Auseinandersetzung im Einkaufszentrum Lakewood Center verwickelt, bei der er und sein Gefolge Trevon Lane, ein Mitglied von Death Row Records, angriffen und dessen Death-Row-Medaillon stahlen. Es wurde vermutet, dass eine Prämie auf Death-Row-Medaillons von ihren Rivalen, den Compton Crips, ausgesetzt war, bei denen Anderson ein angesehenes Mitglied war.
Am 7. September 1996 hat Trevon Lane nach dem Kampf von Bruce Seldon gegen Mike Tyson Anderson zufällig alleine im MGM gesehen und erzählte Shakur und dem Rest des Death-Row-Gefolges, dass Anderson derjenige war, der ihm sein Medaillon entrissen hatte. Auf der Sicherheitskamera des MGM war zu sehen, wie Shakur mit dem Rest seines Gefolges zu Anderson rannte und ihm den ersten Schlag verpasste. Anderson wurde daraufhin zusammengeschlagen, da er von fünf Männern überfallen wurde, ohne dass ihm jemand helfen konnte. B. G. Knocc Out erzählte in einem Interview mit der Website VladTV.com, dass Anderson dem Schlimmsten entkam, da er sein Gesicht während des Angriffs bedecken konnte.
Im selben Monat erklärte Larry Spinosa von der Mordkommission in Las Vegas gegenüber den Medien: „Zum jetzigen Zeitpunkt ist Orlando Anderson kein Verdächtiger bei der Erschießung von Tupac Shakur“. Anderson wurde daraufhin als Verdächtiger benannt. Es kursierten Gerüchte, er habe damit geprahlt, den Rapper zu erschießen, was er später in einem Interview für das Magazin Vibe bestritt. Im September 1997 sagte Anderson der Los Angeles Times, dass er ein Fan von Shakur und dessen Musik war, bestritt aber, der Mörder zu sein.
Anderson wurde einen Monat nach der Ermordung von Shakur zusammen mit 21 anderen mutmaßlichen Bandenmitgliedern in Compton festgenommen. Er wurde nicht angeklagt. Die Verhaftung hatte jedoch nur am Rande mit der Schießerei um Shakur zu tun, da die Polizei von Compton nach eigenen Angaben die Schießerei vor Ort und nicht die in Las Vegas untersuchte. Die Polizei von Las Vegas schloss Anderson laut einem Artikel der Los Angeles Times als Verdächtigen aus, weil die Schlägerei, an der Shakur beteiligt war, als er Anderson in der Lobby des MGM Grand angriff, nur Stunden vor der Schießerei stattgefunden hatte.
Die Polizei von Las Vegas versäumte es, ein Mitglied von Shakurs Gefolge zu befragen, das Zeuge der Schießerei war und der Polizei mitteilte, dass es einen oder mehrere der Angreifer identifizieren könne. Dieser Zeuge, der Rapper Yaki Kadafi, wurde zwei Monate später getötet. Die Polizei verfolgte auch nicht die Spur eines Zeugen, der einen weißen Cadillac gesehen hatte, der dem Auto ähnelte, aus dem die tödlichen Schüsse abgefeuert wurden und in dem die Schützen entkamen.
Kurz nach der Erschießung von Tupac Shakur brach in Compton ein Bandenkrieg zwischen den Bloods und Crips aus. B. G. Knocc Out, der eng mit Anderson befreundet war, gab an, dass Anderson mit einer AK-47 in die Beine geschossen wurde und für einige Zeit einen Rollstuhl nutzte.
Ein Jahr später reichte Shakurs Mutter Afeni Shakur eine Klage wegen widerrechtlicher Tötung gegen Anderson als Reaktion auf eine Klage, die er gegen den CEO von Death Row Records, Suge Knight, Mitarbeiter von Death Row und Shakurs Nachlass eingereicht hatte. Andersons Klage forderte Schadensersatz für Verletzungen, die aus dem Handgemenge im MGM Grand resultierten, sowie für emotionale und körperliche Schmerzen. Die Klage von Afeni Shakur wurde nur vier Tage nach Andersons Klage eingereicht. Die Associated Press berichtete im Jahr 2000, dass Shakurs und Andersons Nachlass die konkurrierenden Rechtsstreitigkeiten nur Stunden vor Andersons Tod beigelegt haben.
Im Oktober 2011 hatte der ehemalige Detective des LAPD, Greg Kading, ein Ermittler im Mordfall Christopher Wallace, besser bekannt als The Notorious B.I.G., ein Buch veröffentlicht, in dem er behauptet, dass Sean Combs Andersons Onkel, Duane „Keefe D“ Davis, beauftragt habe, Shakur und auch Knight für eine Million Dollar zu töten. Kading und Davis behaupteten, dass Anderson in dem Fahrzeug saß, das neben dem BMW hielt, in dem Shakur erschossen wurde. In einem aufgezeichneten Gespräch mit Kading behauptete Davis, Anderson habe die Schüsse abgegeben, die Shakur töteten.
Beide Berichte besagen, dass vier Männer in dem weißen Cadillac saßen, der in der Nacht der Schießerei neben dem BMW hielt, in dem Knight und Shakur unterwegs waren. In den Berichten stand unabhängig voneinander, dass Anderson auf dem Rücksitz des Cadillac saß und Shakur erschoss, indem er sich aus dem Rückfenster lehnte. Kading und Philips behaupteten, dass auf die Crips ein Kopfgeld von 1 Million Dollar für die Tötung von Knight und Shakur ausgesetzt war.

## Ermittlungen 2002
Im Jahr 2002 veröffentlichte die Los Angeles Times eine zweiteilige Serie des Reporters Chuck Philips mit dem Titel Who Killed Tupac Shakur?, in der die Ereignisse untersucht wurden, die zu dem Verbrechen führten. In der Serie hieß es, dass „die Schießerei von einer Gang aus Compton namens Southside Crips verübt wurde, um sich für die Schläge zu rächen, die Shakur einige Stunden zuvor einem ihrer Mitglieder versetzt hatte. Orlando Anderson, der Crip, den Shakur angegriffen hatte, gab die tödlichen Schüsse ab. Die Polizei von Las Vegas befragte Anderson nur einmal als möglichen Verdächtigen. Er wurde später bei einer Schießerei mit einer anderen Gang getötet.“ Die Serie der Times enthielt Hinweise auf die Zusammenarbeit von Rappern der Ostküste, darunter Wallace, Shakurs damaliger Rivale, und Kriminellen aus New York City.
Vor ihrem Tod leugneten sowohl Wallace als auch Anderson jede Rolle bei der Ermordung von Shakur. Um dies zu untermauern, legte Wallaces Familie Computerrechnungen vor, aus denen hervorging, dass er in der Nacht der Schießerei in einem New Yorker Aufnahmestudio gearbeitet hatte. Wallaces Manager Wayne Barrow und sein Rapperkollege Lil’ Cease gaben öffentliche Erklärungen ab, in denen sie bestritten, dass Wallace an dem Verbrechen beteiligt war und erklärten, dass sie beide mit ihm in dem Aufnahmestudio waren.
Der stellvertretende Chefredakteur der Times, Mark Duvoisin, verteidigte Philips’ Serie und erklärte, sie basiere auf eidesstattlichen Erklärungen der Polizei und Gerichtsdokumenten sowie auf Interviews mit Ermittlern, Zeugen des Verbrechens und Mitgliedern der Southside Crips. Duvoisin erklärte: „Philips’ Geschichte hat allen Anfechtungen ihrer Richtigkeit standgehalten (…) [und] bleibt der maßgebliche Bericht über den Mord an Shakur.“ Die Hauptaussage der Artikel, die Anderson und die Crips beschuldigt, wurde später durch Kadings Buch Murder Rap von 2011 bestätigt und in dem 2002 erschienenen Buch The Killing of Tupac Shakur der Autorin Cathy Scott behandelt. Scott wies diese Theorie in einem Artikel der Zeitschrift People zurück und erklärte, es gebe keine Beweise, die auf Wallace als Verdächtigen hinwiesen. Auch die New York Times schrieb: „Die Artikel der Los Angeles Times boten keine Belege dafür, dass Wallace in jener Nacht in Las Vegas war.“
In ihrem Buch geht Scott auf verschiedene Theorien ein, darunter auch die Knight-Theorie, bevor sie feststellt: „Jahre nach den ersten Ermittlungen ist es immer noch eine Vermutung. Niemand wurde jemals verhaftet, aber es wurde auch niemand als Verdächtiger ausgeschlossen.“ Dann schrieb sie, dass eine Theorie „über alle anderen hinausgeht und die Machtmakler der weißen Plattenfirmen selbst“, also die Chefs des Labels von Suge Knight, in die Sache verwickelt seien. In den letzten Jahren zeigen archivierte Leserbriefe von Scott jedoch eine Entwicklung hin zu Anderson als Verdächtigem und eine Ablehnung der Knight-Theorie.

## Tod
Anderson starb am 29. Mai 1998 im Martin Luther King Jr.-Harbor Hospital in Willowbrook, nachdem er bei einer Schießerei mit einer Gang in Compton angeschossen worden war. Brennan gab später an, dass der Mord an Anderson auf einen Streit mit einer rivalisierenden Gang über Drogengelder zurückzuführen war und nichts mit dem Fall Shakur zu tun hatte.